# 利曼斯凱 (斯卡多夫斯克區)
46°7′3″N 32°40′24″E / 46.11750°N 32.67333°E
利曼斯凯（烏克蘭語：Лиманське）是位於烏克蘭南部的村莊，由赫爾松州斯卡多夫斯克區的拉祖爾內市鎮負責管轄。該村始建於1921年，面積1.29平方公里，海拔高度1米，2001年人口295，人口密度每平方公里228人。